# Maury Edwards
Maurice John „Maury“ Edwards (* 16. März 1987 in Calgary, Alberta) ist ein kanadischer Eishockeyspieler, der zuletzt bis zum Ende der Saison 2023/24 beim ERC Ingolstadt aus der Deutschen Eishockey Liga (DEL) unter Vertrag gestanden und dort auf der Position des Verteidigers gespielt hat. Zuvor war Edwards bereits einmal für zwei Spielzeiten beim ERC Ingolstadt aktiv gewesen und spielte ebenso für die Straubing Tigers und Kölner Haie in der DEL.

## Karriere

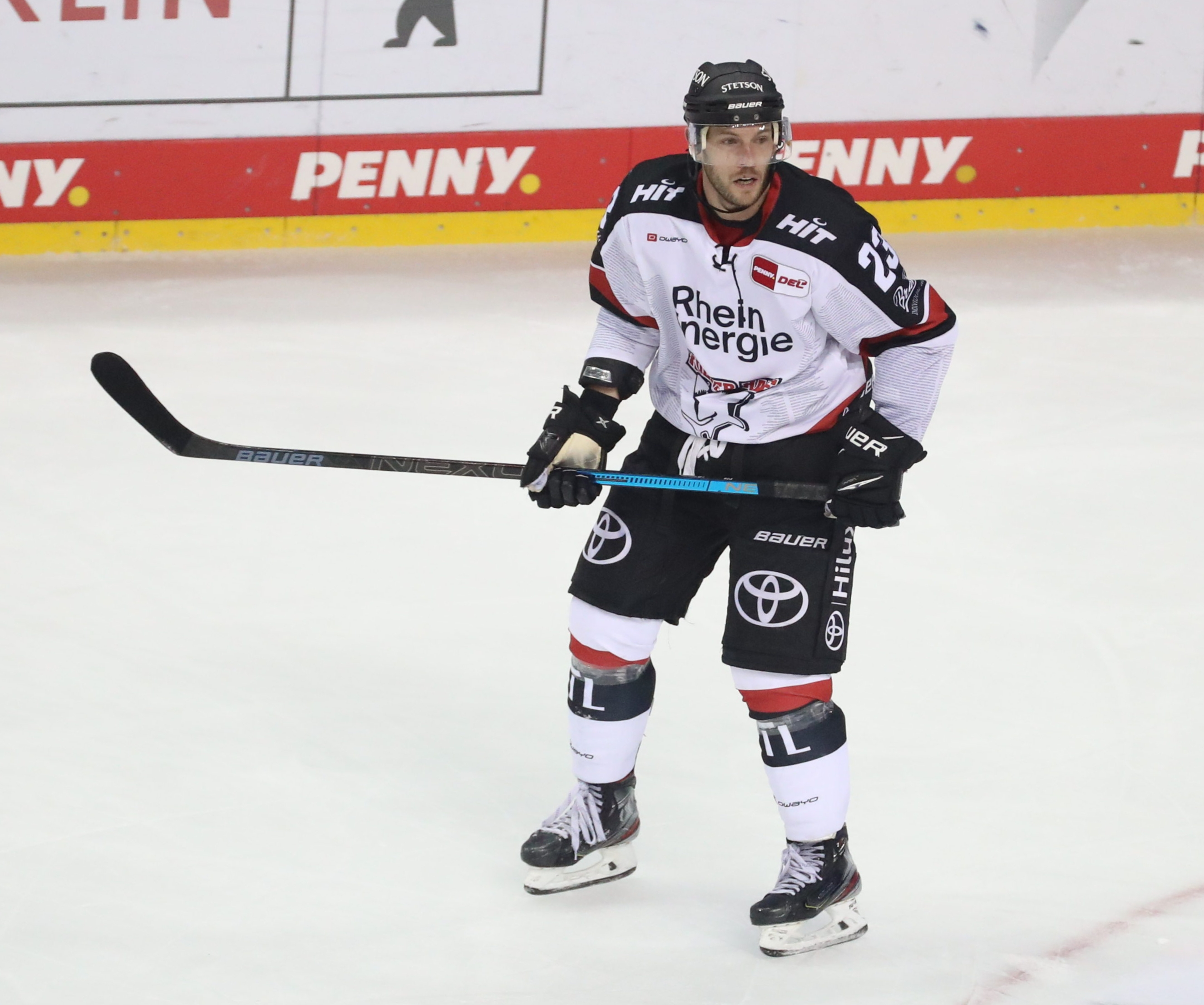
Edwards im Trikot der Kölner Haie (2021)

Maury Edwards wuchs in Rocky Rapids, einem Weiler im Zentrum von Alberta auf. Nach seinem Schulabschluss an der Frank Maddock High School im Jahre 2005, entschloss sich der damals 18-Jährige auf eine Eishockeykarriere zu fixieren. Deshalb zog er nach Port Alberni in der Provinz British Columbia, um dort für die Alberni Valley Bulldogs in der British Columbia Hockey League (BCHL) aufzulaufen. Dort absolvierte Edwards zwei Spielzeiten und nahm 2006 an der World Junior A Challenge teil, wo er mit dem Team Canada West, unter anderem in einem Team mit den späten NHL-Spielern Justin Fontaine und Kyle Turris, die Goldmedaille gewann. Anschließend entschied sich der Kanadier für ein Wirtschaftsstudium an der University of Massachusetts Lowell, für deren Eishockeymannschaft, die Riverhawks, er parallel in der National Collegiate Athletic Association (NCAA) auf dem Eis stand. 
Nach dem Ende seines vierjährigen Studiums versuchte Edwards als Profi Fuß zu fassen und unterschrieb Try-Out-Verträge bei den Providence Bruins und Lake Erie Monsters, konnte sich aber nicht für ein längerfristiges Engagement in der American Hockey League (AHL) empfehlen. Daraufhin unterschrieb er im September 2011 einen Kontrakt bei den Cincinnati Cyclones aus der unterklassigen ECHL. Auch hier konnte der Verteidiger nicht auf sich aufmerksam machen, ein festes Vertragsangebot eines AHL oder NHL-Clubs blieb aus. Stattdessen wurde der Verteidiger bei einem Spielertausch an die Florida Everblades abgegeben.
Es folgte der Wechsel nach Europa, wo Edwards in seiner Premierensaison mit dem ESV Kaufbeuren den Abstieg von der DEL2 in die Oberliga nur knapp verhindern konnte. In einer schwachen Kaufbeurer Mannschaft ragte Edwards heraus, so dass der Ligakonkurrent Ravensburg Towerstars den Kanadier im April 2014 verpflichtete. Seine starken Auftritte aus der Vorsaison konnte er wiederholen, daraufhin wurde er zum Verteidiger des Jahres in der DEL2 gewählt. Am 26. März 2015 gaben die Straubing Tigers aus der Deutschen Eishockey Liga (DEL) die Verpflichtung des Rechtsschützen bekannt. Nach drei Jahren in Niederbayern wechselte Edwards zur Saison 2018/19 innerhalb der Liga zum ERC Ingolstadt. Seine beiden Spielzeiten bei den Panthern schloss er – mit 38 respektive 46 Scorerpunkten – jeweils als punktbester Verteidiger der DEL-Hauptrunde ab, wurde im Spieljahr 2019/20 zum Verteidiger des Jahres gewählt und wechselte danach zu den Kölner Haien. Nach zwei Jahren in Köln kehrte Edwards im Sommer 2022 zum ERCI zurück, mit dem er im Frühjahr 2023 nach der Finalniederlage gegen den EHC Red Bull München Vizemeister wurde. Nach der Saison 2023/24 wurde der Vertrag des Verteidigers nicht verlängert.

## Spielweise
Maury Edwards gilt als läuferisch stark. Dank seines harten und platzierten Schusses wird er oft im Powerplay eingesetzt. Der Rechtsschütze fühlt sich auf der großen Eisfläche wohler, dabei stellte er besonders in der National Collegiate Athletic Association (NCAA) und DEL2 seine Torgefahr unter Beweis.

## Erfolge und Auszeichnungen
| - 2008 Hockey East All-Rookie Team - 2009 Hockey East First All-Star Team - 2010 Hockey East All-Academic Team | - 2015 DEL2-Verteidiger des Jahres - 2020 DEL-Verteidiger des Jahres - 2023 Deutscher Vizemeister mit dem ERC Ingolstadt |

### International
- 2006 Goldmedaille bei der World Junior A Challenge

## Karrierestatistik
Stand: Ende der Saison 2023/24

### International
Vertrat Kanada bei:
- World Junior A Challenge 2006

(Legende zur Spielerstatistik: Sp oder GP = absolvierte Spiele; T oder G = erzielte Tore; V oder A = erzielte Assists; Pkt oder Pts = erzielte Scorerpunkte; SM oder PIM = erhaltene Strafminuten; +/− = Plus/Minus-Bilanz; PP = erzielte Überzahltore; SH = erzielte Unterzahltore; GW = erzielte Siegtore; 1 Play-downs/Relegation; Kursiv: Statistik nicht vollständig)